# Sejangko II
Sejangko II is een bestuurslaag in het regentschap Ogan Ilir van de provincie Zuid-Sumatra, Indonesië. Sejangko II telt 1099 inwoners (volkstelling 2010).